# غرنام (عشر ستاق)
غرنام (بالفارسية: گرنام) هي قرية تقع في إيران في قسم عشر ستاق الريفي. يقدر عدد سكانها بـ 277 نسمة بحسب إحصاء 2016.